# Holger Nilsson
Karl Holger Daniel Nilsson, född 26 juli 1949 i Alseda församling, Jönköpings län, är en svensk predikant, skribent och författare i Vetlanda. Han är utgivare av tidningen Flammor och driver webbplatsen flammor.com.
Nilsson har som ett huvudämne eskatologi med övertygelsen att Jesu återkomst och apokalypsen är förestående, och att det är dags att människorna förbereder sig för detta och vänder sig till Jesus. Hans budskap kring detta ämne har uppmärksammats i olika media som till exempel i TV 2-programmen Existens och Annas eviga samt i TV 3 Reportage. Han uppmärksammades också i media när han i maj 2010 uppmanade till bokbål för att bränna Jonas Gardells böcker.
Han var från 1971 till 1988 gift med Gunilla Israelsson (född 1952) och har en son (född 1973).